# Parașciîna, Obuhiv
Parașciîna (în ucraineană Паращина) este un sat în comuna Stari Bezradîci din raionul Obuhiv, regiunea Kiev, Ucraina.

## Demografie
Componența lingvistică a localității Parașciîna
     Ucraineană (96%)
     Rusă (4%)
Conform recensământului din 2001, majoritatea populației localității Parașciîna era vorbitoare de ucraineană (96%), existând în minoritate și vorbitori de rusă (4%).